# Dirk Verbeuren
 (juin 2016).
Si vous disposez d'ouvrages ou d'articles de référence ou si vous connaissez des sites web de qualité traitant du thème abordé ici, merci de compléter l'article en donnant les références utiles à sa vérifiabilité et en les liant à la section « Notes et références ».
Dirk Verbeuren, né le 8 janvier 1975 à Wilrijk, est un batteur belge. Il est principalement connu pour être un membre des groupes Scarve, Soilwork et Megadeth mais aussi pour avoir enregistré et joué avec de nombreux autres artistes parmi lesquels Aborted,  Devin Townsend ou Warrel Dane.

## Biographie

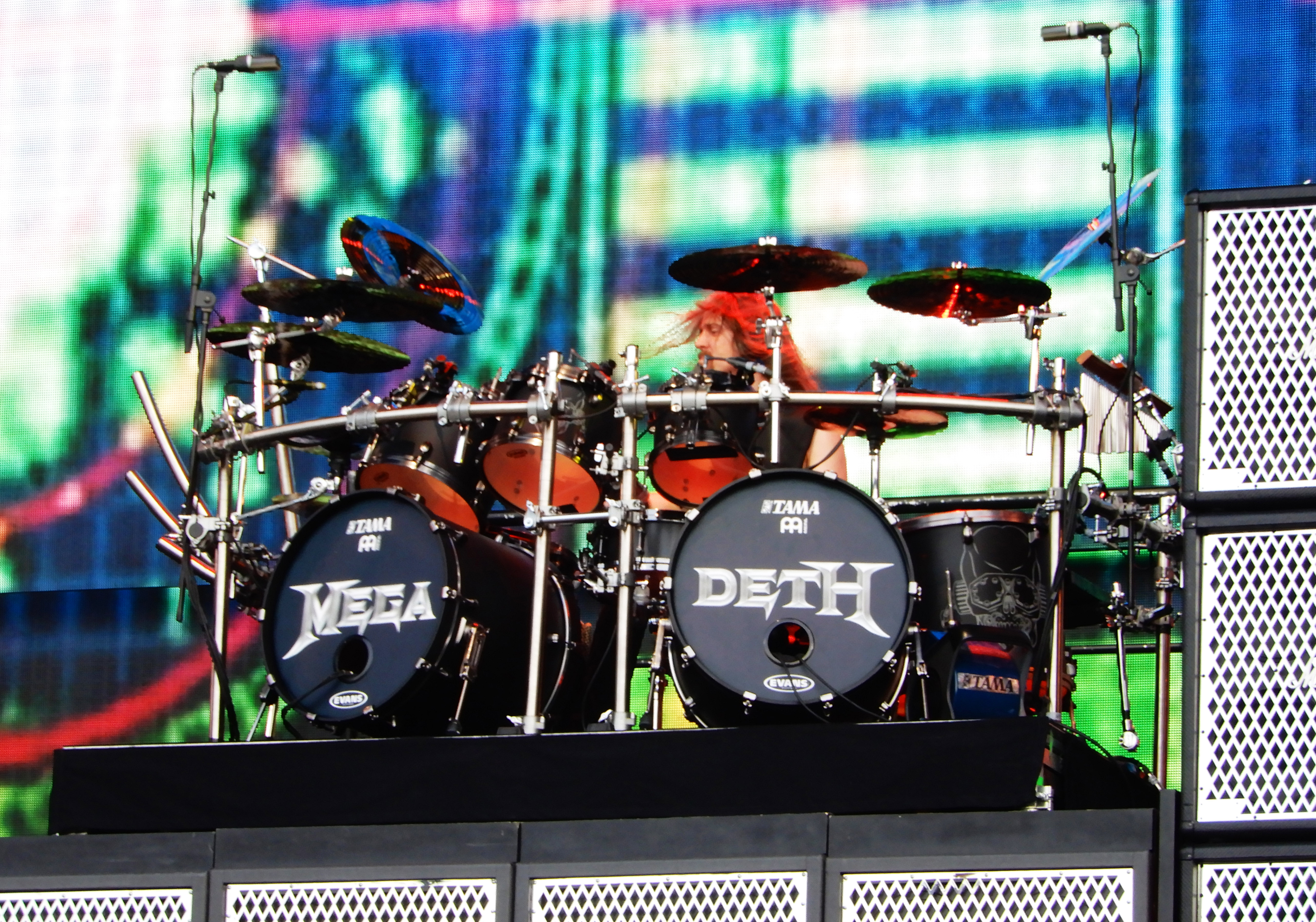
Dirk Verbeuren au Hellfest 2022

Né à Wilrijk, près d'Anvers en 1975, Dirk Verbeuren apprend le violon pendant sa jeunesse avant de déménager à Paris en 1988, où il étudiera le piano et la guitare. À l'âge de seize ans il se met à la batterie. En 1993 il entre au Music Academy International de Nancy pour se perfectionner. Après la fin de son cursus, il fonde avec d'autres anciens élèves le groupe Scarve tout en donnant des cours au sein du MAI. Parallèlement à ses activités dans Scarve, il enregistre un nombre important d'albums pour d'autres groupes, en particulier de la scène française (Artsonic, Headline, Lyzanxia, Mortuary, Iceland).
Il fonde aussi deux groupes avec d'autres membres de Scarve (Phazm et One-Way Mirror) ainsi que Phaze I avec les membres de Lyzanxia.
En 2004 il est embauché comme batteur intérimaire par les Suédois de Soilwork à la suite du départ de Henry Ranta. L'année suivante il devient un membre officiel du groupe (il y est rejoint par le guitariste de Scarve Sylvain Coudret trois ans plus tard).
En 2011 il lance Bent Sea , un groupe de metal extrême avec Sven de Caluwé d'Aborted et Devin Townsend (ce dernier est remplacé en 2012 par Shane Embury de Napalm Death). La même année il enregistre avec le Devin Townsend Project ainsi que pour un second album solo du guitariste de Meshuggah Fredrik Thordendal. Il collabore aussi avec le guitariste de Nevermore Jeff Loomis. En 2014 il donne deux concerts avec Satyricon en remplacement de Frost.
En mai 2016 il joue sur la tournée d'été de Megadeth en remplacement de Chris Adler. Deux mois plus tard il devient un membre permanent du groupe.
Verbeuren a collaboré avec Tama and Meinl en effectuant plusieurs tournées de clinics et de masterclasses.
Il réside aujourd'hui à Los Angeles.

## Discographie

### Scarve
- Six Tears of Sorrow (EP) (1997)
- Translucence (1999)
- Luminiferous (2002)
- Irradiant (2004)
- The Undercurrent (2007)

### Artsonic
- Sonic Area (1997)
- Fake (1998)

### Headline
- Voices of Presence (1999)
- Duality (2002)

### Lyzanxia
- Mindcrimes (2003)

### Mortuary
- Agony in Red (2003)

### Phazm
- Hate at First Seed (2004)

### Soilwork
- Stabbing the Drama (2005)
- Sworn to a Great Divide (2007)
- The Panic Broadcast (2010)
- The Living Infinite (2013)
- The Ride Majestic (2015)

### Infinited Hate
- Heaven Termination (2005)

### Phaze I
- Phaze I (2006)
- Uprising (2014)

### Sublime Cadaveric Decomposition
- Inventory of Fixtures (2007)

### Warrel Dane
- Praises to the War Machine (2007)

### One-Way Mirror
- One-Way Mirror (2008)

### Aborted
- Coronary Reconstruction (EP) (2010)

### Bent Sea
- Noistalgia (EP) (2011)

### Anatomy of I
- Substratum (EP) (2011)

### Powermad
- Infinite (2011)

### Solium Fatalis
- Solium Fatalis (2013)

### The Project Hate MCMXCIX
- There Is No Earth I Will Leave Unscorched (2014)

### Abyssal Vortex
- Derelicts of Perdition (2015)

### Withered Moon
- Prophecies: The Call of Winter (EP) (2015)

### Taliandörögd
- After the Flesh (EP) (2015)

### Eths
- Ankaa (2016)

### Darkride
- Weight Of The World (2019)

### Megadeth
- The Sick, The Dying,… And The Dead! (2022)
- Peace through tyranny (2022)

### autres apparitions
- 7th Circle - Collective Minds (2000)
- Taliandörögd - Neverplace (EP) (2002)
- Aborted - Goremageddon: The Saw and the Carnage Done (2003)
- Yyrkoon - Occult Medicine (2004)
- Eostenem - I Scream You Suffer They Die (2004)
- Taliandörögd - The Parting (2004)
- No Return - No Return (2006)
- Sybreed - Antares (2007)
- Devin Townsend Project - Deconstruction (2011)
- The Project Hate MCMXCIX - The Cadaverous Retaliation Agenda (2012)
- Jeff Loomis - Plains of Oblivion (2012)
- Devin Townsend Project - By A Thread - Live in London 2011 (2012)
- Colosso- Peaceful Abrasiveness (2012)
- Colosso - Abrasive Peace (2012)
- Nagflar - Téras (2012)
- Malevolence - Antithetical (2013)
- Area51 - Judge the Joker (2014)
- Arbitrator - Indoctrination of Sacrileger (2015)
- Synthetic - Here Lies the Truth (2016)
- Fall - The Insatiable Weakness (2016)
- Incandescent - Incandescent (2023)